# Ronan Quemener
Pour les articles homonymes, voir Quemener.
Ronan Quemener (né le 13 février 1988 à Paris) est un joueur professionnel français de hockey sur glace. Il évolue au poste de gardien de but.

## Biographie

### Carrière en club

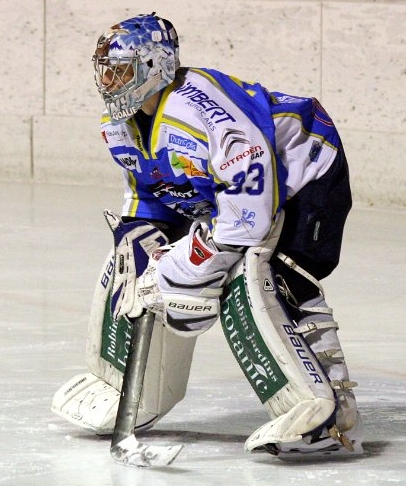
Quemener avec le maillot des Rapaces de Gap.

Après avoir été formé en Bretagne, à Rennes, Quemener a rejoint les Dragons de Rouen en 2004 dans la catégorie cadet. En 2007, il intègre l'effectif senior et devient la doublure de Ramón Sopko. En 2009, il rejoint le club de Gap en Ligue Magnus où il évolue sous les ordres de son ancien entraîneur à Rouen, André Svitac. Face à la concurrence du Slovaque Jakub Maček, il parvient à devenir titulaire. En 2010, il reçoit le trophée Jean-Pierre-Graff récompensant le meilleur espoir du championnat de France. En 2011, il confirme et remporte le trophée Jean-Ferrand, à égalité avec le portier d'Amiens Billy Thompson. À l'issue d'une saison où Gap se classe cinquième à l'issue des séries éliminatoires, il signe aux Brûleurs de loups de Grenoble le 8 avril 2011. Sa saison est plus difficile, il perd sa place de gardien titulaire au profit de Sébastien Raibon.
En 2012-2013, il se relance chez les Diables rouges de Briançon. L'équipe est éliminée en demi finale de coupe de la ligue par Angers. Elle évince Marseille, Morzine-Avoriaz, Dijon puis Grenoble 4-1 en demi-finale de Coupe de France puis bat Angers 2-1 lors de la finale au Palais omnisports de Paris-Bercy. Quemener est nommé meilleur joueur de la finale. En championnat, Briançon termine la saison régulière à la troisième place. L'équipe élimine Strasbourg en quatre matchs lors des quarts de finale. Futur champion de France, Rouen met fin à la saison des briançonnais trois victoires à une au stade des demi-finales.
Les briançonnais remportent le match des champions 2013 face à Rouen 4-2. En Coupe de France, les Diables rouges atteignent le stade des demi-finales où ils sont éliminés 2-4 face à Rouen. Briançon s'incline contre cette même équipe en demi-finale de Coupe de la Ligue. Le 22 décembre 2013, ils remportent 5-4 face à Grenoble le Winter Game, match de saison régulière disputé au Stade des Alpes. Deuxièmes de la saison régulière, les briançonnais éliminent Villard-de-Lans trois matchs à un puis Dijon en quatre matchs secs. Lors de la finale, Ils affrontent Angers et s'imposent quatre victoires à trois. Lors du septième et dernier match, le 6 avril 2014, les Ducs mènent 1-0 grâce à Braden Walls à la patinoire René Froger. Les Diables rouges réagissent en supériorité numérique et l'emportent 5-1. Briançon décroche la Coupe Magnus, trophée récompensant le champion de France, pour la première fois de son histoire.
Il part pour la Finlande évoluer dans l'équipe de deuxième division finlandaise du Jukurit Mikkeli pour la saison 2014-2015, où il termine avec seulement 1,72 but encaissé en moyenne en saison régulière, contre 1,09 en séries. Il réalise neuf blanchissages en saison régulière, établissant le record du club eune saison auparavant détenu par Mikko Strömbergen 2004-2005.
Il remporte avec le Jukurit le championnat Mestis face à KooKoo, remportant la série quatre manches à une. La victoire décisive dans le match 5 se joue le vendredi 17 avril à domicile. Un succès acquis 1-0 en prolongation au cours duquel Quemener il réalise 21 arrêts. Sur les quatre précédentes rencontres, le gardien français avait déjà réussi entre 20 et 24 parades. Il finit les séries avec 94,58 % d'arrêts en 13 matches.
Il signe avec l'équipe d'Asplöven HC d'Haparanda en deuxième division suédoise (Allsvenskan) pour la saison 2015-2016 qu'il termine avec 90,5 % d'arrêts.
Il évolue au cours de la saison 2016-2017 au sein de la Metal Ligaen danoise avec les Pirates d'Aalborg qui terminent en première place de la saison régulière mais sont battus en finale de la coupe du Danemark. Quemener s'illustre dès le début de saison en remportant le trophée de meilleur joueur de la ligue pour les mois de septembre et octobre. La saison des Pirates s'arrête en quart de finale quand ils sont battus lors du 7e match de la série par les Gentofte Stars.
Il dispute la saison 2017-2018 dans l'EBEL, le Championnat d'Autriche, au sein du Dornbirner EC, club qui a remporté la coupe de la ligue autrichienne à deux reprises en 2007-2008 et 2009-2010. Le meilleur résultat du club en EBEL est quart-de-finaliste (2013-2014 et 2015-2016). Remercié en cours d'année, il termine la saison en Ligue Magnus chez les Boxers de Bordeaux où ses performances lui permettront d'être sélectionné dans l'équipe du All-Star Game de la Ligue Magnus la même année.
Il resigne au Danemark chez les Pirates d'Aalborg pour la saison 2018-2019, avant de revenir en France pour la saison 2019-2020 et y entamer sa reconversion professionnelle à travers des études de masseur-kinésithérapeute. Il évolue depuis au sein des Drakkars de Caen en Division 1.

### Carrière en équipe nationale
Il représente l'Équipe de France. Il honore sa première sélection senior le 1er septembre 2010 face à la Pologne lors d'un match amical. Il est le troisième gardien de l'équipe après Cristobal Huet et Fabrice Lhenry lors du championnat du monde 2011.
Il honore sa première sélection en match officiel du Championnat du monde en 2015 à Prague, contre le Canada, où il termine avec 90,7 % lors d'une défaite 4-3 contre les futurs champions du monde. Quemener renouvelle l'expérience contre le Canada lors du Championnat du monde 2016 à Saint-Petersbourg, où il obtient 91,3 % d'arrêts et le titre de meilleur joueur du match.

## Statistiques

### En club
| Saison    | Équipe                        | Ligue        |                   | Saison régulière  | Saison régulière  | Saison régulière  | Saison régulière  | Saison régulière  | Saison régulière  | Saison régulière  | Saison régulière  | Saison régulière  | Saison régulière  |                   | Séries éliminatoires | Séries éliminatoires | Séries éliminatoires | Séries éliminatoires | Séries éliminatoires | Séries éliminatoires | Séries éliminatoires | Séries éliminatoires | Séries éliminatoires |
| Saison    | Équipe                        | Ligue        | PJ                | V                 | D                 | Pr/N              | Min               | BC                | Moy               | % Arr             | Bl                | Pun               | PJ                | V                 | D                    | Min                  | BC                   | Moy                  | % Arr                | Bl                   | Pun                  |                      |                      |
| 2007-2008 | Dragons de Rouen              | Ligue Magnus | 2                 |                   |                   |                   |                   |                   | 0,00              | 100               |                   | 0                 |                   |                   |                      |                      |                      |                      |                      |                      |                      |                      |                      |
| 2008-2009 | Dragons de Rouen              | Ligue Magnus | 25                |                   |                   |                   |                   |                   |                   |                   |                   | 2                 |                   |                   |                      |                      |                      |                      |                      |                      |                      |                      |                      |
| 2009-2010 | Rapaces de Gap                | Ligue Magnus | 20                |                   |                   |                   |                   |                   | 2,83              |                   |                   | 4                 | 2                 |                   |                      |                      |                      | 4,06                 |                      |                      | 0                    |                      |                      |
| 2010-2011 | Rapaces de Gap                | Ligue Magnus | 26                |                   |                   |                   |                   |                   |                   |                   |                   | 4                 | 5                 |                   |                      |                      |                      |                      |                      |                      | 2                    |                      |                      |
| 2011-2012 | Brûleurs de loups de Grenoble | Ligue Magnus | 14                |                   |                   |                   | 822               |                   | 3,07              |                   | 1                 | 0                 | 5                 |                   |                      |                      |                      | 2,93                 |                      |                      | 2                    |                      |                      |
| 2012-2013 | Diables rouges de Briançon    | Ligue Magnus | 24                | 16                | 6                 | 2                 | 1 419             | 54                | 2,28              | 91,9              | 1                 | 0                 | 4                 |                   |                      | 239                  |                      |                      |                      |                      | 27                   |                      |                      |
| 2013-2014 | Diables rouges de Briançon    | Ligue Magnus | 26                | 19                | 4                 | 1                 | 1 415             | 47                | 1,99              | 92,3              | 2                 | 2                 | 3                 |                   |                      | 180                  |                      | 1,67                 | 93,3                 | 1                    | 0                    |                      |                      |
| 2014-2015 | Jukurit Mikkeli               | Mestis       | 40                |                   |                   |                   |                   |                   | 1,72              | 92,3              |                   |                   | 13                |                   |                      |                      |                      | 1,09                 | 94,6                 |                      |                      |                      |                      |
| 2015-2016 | Asplöven HC                   | Allsvenskan  | 46                | 17                | 25                | 0                 | 2 491             | 124               | 2,99              | 90,5              | 2                 | 0                 | -                 | -                 | -                    | -                    | -                    | -                    | -                    | -                    | -                    |                      |                      |
| 2016-2017 | AaB Ishockey                  | Metal Ligaen | 44                |                   |                   |                   |                   |                   | 2,06              | 91,8              |                   |                   | 7                 |                   |                      |                      |                      | 1,94                 | 92,3                 |                      |                      |                      |                      |
| 2017-2018 | Dornbirner EC                 | EBEL         | 19                |                   |                   |                   | 1 150             | 64                | 3,29              | 90,5              | 0                 | 0                 | -                 | -                 | -                    | -                    | -                    | -                    | -                    | -                    | -                    |                      |                      |
| 2017-2018 | Boxers de Bordeaux            | Ligue Magnus | 16                | 9                 | 6                 | 1                 | 960               | 39                | 2,44              | 91,7              | 2                 | 0                 | 11                |                   |                      | 674                  | 33                   | 2,94                 | 91,8                 | 0                    | 0                    |                      |                      |
| 2018-2019 | AaB Ishockey                  | Metal Ligaen | 39                |                   |                   |                   | 2 315             | 98                | 2,54              | 90,2              |                   |                   | 11                |                   |                      | 642                  | 30                   | 2,8                  | 88,5                 |                      |                      |                      |                      |
| 2019-2020 | Drakkars de Caen              | Division 1   | 26                | 16                | 10                | 0                 | 1 546             | 50                | 1,94              | 93,4              | 4                 |                   | 3                 | 3                 | 0                    | 183                  | 3                    | 0,98                 | 96,9                 | 1                    |                      |                      |                      |
| 2020-2021 | Drakkars de Caen              | Division 1   | 12                | 5                 | 7                 | 0                 | 727               | 36                | 2,97              | 90,0              | 1                 |                   | -                 | -                 | -                    | -                    | -                    | -                    | -                    | -                    | -                    |                      |                      |
| 2021-2022 | Drakkars de Caen              | Division 1   | 22                | 6                 | 10                | 0                 |                   |                   | 2,23              | 90,6              | 1                 |                   | 4                 | 1                 | 0                    |                      |                      | 2,50                 | 91,9                 | 0                    |                      |                      |                      |
| 2022-2023 | Drakkars de Caen              | Division 1   | 26                | 14                | 8                 | 0                 |                   |                   | 1,75              | 94,7              | 4                 |                   | 8                 | 3                 | 2                    |                      |                      | 3,3                  | 90,5                 | 0                    |                      |                      |                      |
| 2023-2024 | Drakkars de Caen              | Division 1   | Saison en cours ? | Saison en cours ? | Saison en cours ? | Saison en cours ? | Saison en cours ? | Saison en cours ? | Saison en cours ? | Saison en cours ? | Saison en cours ? | Saison en cours ? | Saison en cours ? | Saison en cours ? | Saison en cours ?    | Saison en cours ?    | Saison en cours ?    | Saison en cours ?    | Saison en cours ?    | Saison en cours ?    | Saison en cours ?    | Saison en cours ?    |                      |

### En équipe nationale
| Année | Équipe | Compétition          |   | PJ  | Min | BC   | Moy  | % Arr | Bl | Pun       |  | Résultat |
| 2015  | France | Championnat du monde | 1 | 59  | 4   | 4,06 | 90,7 | 0     | 0  | 12e place |  |          |
| 2016  | France | Championnat du monde | 2 | 69  | 5   | 3,48 | 91,3 | 0     | 0  | 14e place |  |          |
| 2018  | France | Championnat du monde | 3 | 107 |     | 6,73 | 86   | 0     | 0  | 12e place |  |          |

## Trophées et honneurs personnels
- 2010 : remporte le trophée Jean-Pierre-Graff.
- 2011 : 
  - désigné révélation de l'année[21] par le journal L'Équipe.
  - remporte le trophée Jean-Ferrand.
- 2013 : nommé meilleur joueur de la finale de la Coupe de France 2013.
- 2014 : meilleur joueur des séries éliminatoires de la Ligue Magnus.
- 2015 : meilleur gardien, meilleure recrue et meilleur joueur étranger selon le média finlandais Koovolan Sanomat[22].
- 2016 : meilleur joueur des mois Septembre et Octobre de la Metal Ligaen.